# Laurence Parsons, II conte di Rosse
Laurence Parsons, II conte di Rosse (21 maggio 1758 – 24 febbraio 1841), è stato un nobile irlandese.

## Biografia
Parsons era il figlio di Sir William Parsons, IV Baronetto, e di sua moglie, Mary Clere. 

## Carriera
Tra il 1782 e il 1790, ha rappresentato l'Università di Dublino nella Camera dei comuni irlandese. Parsons si sedette come deputato al Parlamento per la contea di King (1791-1801). In seguito all'Acts of Union 1800, scelse di sedersi nella contea di King anche nella Camera dei comuni britannica, un seggio che tenne fino al 1807. Nello stesso anno succedette a suo zio come conte di Rosse. Nel 1809 divenne uno dei Postmasters General of Ireland con Charles O'Neill, I conte O'Neill, con il quale assistette alla posa della prima pietra per il nuovo General Post Office a Dublino il 12 agosto 1814 da parte di Charles Whitworth, I conte Whitworth. In seguito si sedette alla Camera dei lord come rappresentante pari irlandese (1809-1841) e prestò servizio come Custos Rotulorum of King's County (1828-1841).

## Matrimonio
Sposò, il 1 maggio 1797, Alice Lloyd (?-4 maggio 1867), figlia di John Lloyd. Ebbero cinque figli:
- William Parsons, III conte di Rosse (17 giugno 1800-31 ottobre 1867);
- John Cleare Parsons (17 agosto 1802-10 agosto 1828);
- Laurence Parsons (2 novembre 1805-22 novembre 1894), sposò in prime nozze Lady Elizabeth Graham-Toler, ebbero quattro figli, e in seconde nozze Jane Duncombe, ebbero quattro figli;
- Lady Jane Parsons (?-31 dicembre 1883), sposò Arthur Edward Knox, ebbero cinque figli;
- Lady Alicia Parsons (1815-21 gennaio 1885), sposò Sir Edward Conroy, non ebbero figli.